# Ильгова, Екатерина Владимировна
Екатерина Владимировна Ильгова (род. 14 июня 1977, Саратов) — российский ученый-юрист, кандидат юридических наук, доцент, почетный работник сферы образования Российской Федерации, ректор Саратовской государственной юридической академии.

## Биография
Родилась 14 июня 1977 года в Саратове.
Образование высшее — в 1999 году окончила Саратовскую государственную академию права по специальности «Юриспруденция» с присвоением квалификации «Юрист».
- 1997—1999 гг. — лаборант кафедры административного и муниципального права СГАП.
- 1999—2000 гг. — старший лаборант кафедры административного и муниципального права СГАП.
- 2000—2004 гг. — преподаватель кафедры административного и муниципального права СГАП.
- 2004—2007 гг. — старший преподаватель кафедры административного и муниципального права СГАП.
- 2007—2023 гг. — доцент кафедры административного и муниципального права СГЮА.
- 2009—2013 гг. — декан факультета магистратуры СГЮА.
- 2013 г. — заместитель директора по дополнительному профессиональному образованию Института второго высшего и дополнительного профессионального образования СГЮА.
- 2013—2014 гг. — заведующий отделением дополнительного профессионального образования Института второго высшего и дополнительного профессионального образования СГЮА.
- 2014—2017 гг. — директор Института второго высшего и дополнительного профессионального образования СГЮА.
- 2017—2019 гг. — директор Института дополнительного профессионального образования СГЮА.
- 2019—2020 гг. — врио ректора СГЮА.
- С 2020 г. — ректор СГЮА.

Замужем. Двое детей.
6 марта 2022 года после вторжения России на Украину подписала письмо в поддержу действий президента Владимира Путина.

## Научная деятельность
В 2006 году защитила диссертацию на соискание ученой степени кандидата юридических наук на тему «Административно-правовое регулирование информационного взаимодействия органов исполнительной власти с гражданами» под руководством заслуженного юриста Российской Федерации, лауреата премии «Юрист года», специалиста в области информационного права, доктора юридических наук, профессора Бачило Илларии Лаврентьевны. Оппонентами выступили доктора юридических наук, профессора Старилов Юрий Николаевич и Разгильдиева Маргарита Бяшировна.
В 2009 году присвоено ученое звание доцента по научной специальности 12.00.14 «Административное право; административный процесс».
Екатерина Ильгова занимается научными исследованиями в области административного права и процесса, информационного права, проблем правового регулирования деятельности системы профилактики безнадзорности и правонарушений несовершеннолетних. В 2016 году на базе СГЮА по инициативе Екатерины Ильговой был создан Всероссийский центр методического обеспечения деятельности комиссий по делам несовершеннолетних и защите их прав, оказывающий содействие государственным органам субъектов Российской Федерации и органам местного самоуправления в вопросах деятельности комиссий, в 2022 году центр был переименован в Научно-исследовательский центр по изучению проблем правового регулирования профилактики правонарушений несовершеннолетних.
Автор более 80 научных публикаций, член редакционных советов научных изданий «Юридическое образование и наука», «Человек и право – XXI век: альманах Института прокуратуры Саратовской государственной юридической академии», индекс Хирша – 13.

## Общественная деятельность
Член Научно-методического совета образовательных организаций и кафедр конкурентного права и антимонопольного регулирования ФАС России (с 2015 года), член Межведомственной рабочей группы по предотвращению криминализации подростковой среды министерства просвещения Российской Федерации (с 2019 года), вице-президент Ассоциации юридического образования (с 2019 года), председатель Саратовского регионального отделения Общероссийской общественной организации «Ассоциация юристов России» (с 2020 года), член Совета по вопросам высшего образования при вице-губернаторе Саратовской области – председателе правительства Саратовской области (с 2020 года), член Экспертного совета по вопросам государственной регламентации образовательной деятельности при Комитете Государственной думы РФ по науке и высшему образованию (с 2021 года), член экспертного совета при Уполномоченном по правам человека в Российской Федерации (с 2021 года), председатель Саратовского регионального отделения Общероссийской общественно-государственной просветительской организации «Российское общество «Знание» (с 2021 года), член Координационного совета по развитию кадрового потенциала Саратовской области (с 2021 года), член Координационного совета при управлении министерства юстиции по Саратовской области (с 2021 года), член коллегии министерства образования Саратовской области (с 2022 года), секретарь местного отделения Октябрьского района города Саратова Саратовского регионального отделения Всероссийской политической партии «Единая Россия» (с 2022 года), член попечительского совета Регионального центра выявления, поддержки и развития способностей и талантов у детей и молодежи Саратовской области (с 2023 года).

## Правотворческая деятельность
1) Принимала активное участие в подготовке проектов:
- Федерального закона «О внесении изменений в Федеральный закон «Об основах системы профилактики безнадзорности и правонарушений несовершеннолетних», статей 22 и 66 Федерального закона «Об образовании в Российской Федерации» и о признании утратившими силу отдельных законодательных актов (положений законодательных актов) РСФСР и Российской Федерации», который был принят 27 июня 2018 года;
- постановления Правительства РФ от 06 ноября 2013 года № 995 «Об утверждении Примерного положения о комиссиях по делам несовершеннолетних и защите их прав»;
- постановления Правительства от 10 февраля 2020 года № 120 «О внесении изменений в Примерное положение о комиссиях по делам несовершеннолетних и защите их прав»;
- приказа Росстата от 30 июня 2018 года № 464 «Об утверждении статистического инструментария для организации Министерством просвещения Российской Федерации федерального статистического наблюдения за деятельностью комиссии по делам несовершеннолетних и защите их прав по профилактике безнадзорности и правонарушений несовершеннолетних».

2) В подготовке научно-экспертных заключений на:
- проекты федеральных законов, например, на проект федерального закона «О внесении изменений в Семейный кодекс Российской Федерации в целях укрепления института семьи» (№ 989008-7);
- федерального закона «О внесении изменений в Федеральный закон «О дополнительных гарантиях по социальной поддержке детей-сирот и детей, оставшихся без попечения родителей» в части расширения форм и механизмов обеспечения детей-сирот, детей, оставшихся без попечения родителей, и лиц из их числа жилыми помещениями»;
- на концепцию федерального закона «О защите прав несовершеннолетних и профилактике их антиобщественного поведения и правонарушений»;
- на проекты законов Саратовской области «О внесении изменений в статью 2.5 закона Саратовской области «Об административных правонарушениях на территории Саратовской области», «О внесении изменений в Закон Саратовской области «Об установлении ограничений продажи отдельных товаров несовершеннолетним на территории Саратовской области», «О поддержке деятельности студенческих отрядов в Саратовской области» и другие.

3) В подготовке методических рекомендаций, таких как «Рекомендации по порядку рассмотрения обращений граждан комиссиями по делам несовершеннолетних и защите их прав», «Рекомендации по применению субъектами системы профилактики безнадзорности и правонарушений несовершеннолетних современных форм и методов управленческой деятельности», «Рекомендации для специалистов органов и учреждений системы профилактики безнадзорности и правонарушений несовершеннолетних по формированию навыков дистанционной профилактической работы с несовершеннолетними и их законными представителями в условиях современных вызовов. Методическое пособие», «Методические рекомендации по применению Кодекса РФ об административных правонарушениях в деятельности комиссий по делам несовершеннолетних и защите их прав, а также сотрудниками подразделений по делам несовершеннолетних органов внутренних дел» и другие.

## Основные достижения и награды
- 2014 год – почетная грамота министерства образования и науки Российской Федерации;
- 2019 год – почетное звание «Почетный работник сферы образования Российской Федерации»;
- 2019 год – благодарность руководителя Федеральной антимонопольной службы (ФАС России);
- 2021 год – почетная грамота Общероссийской общественной организации «Ассоциация юристов России»;
- 2021 год – знак отличия Гильдии российских адвокатов «За вклад в развитие адвокатуры»;
- 2021 год – медаль Министерства науки и высшего образования Российской Федерации «За вклад в реализацию государственной политики в области образования»;
- 2021 год – благодарность Общественной палаты Российской Федерации;
- 2021 год – медаль Судебного департамента при Верховном суде Российской Федерации «За взаимодействие»;
- 2021 год – грамота Генерального прокурора Российской Федерации;
- 2021 год – почетная грамота министерства просвещения Российской Федерации;
- 2021 год – благодарность председателя Совета Федерации Федерального собрания Российской Федерации;
- 2021 год – почетная грамота Федеральной антимонопольной службы (ФАС России);
- 2022 год – нагрудный знак Профсоюза работников народного образования и науки Российской Федерации «За социальное партнерство»;
- 2022 год – благодарственное письмо Губернатора Саратовской области;
- 2022 год – медаль Анатолия Кони Министерства юстиции Российской Федерации;
- 2023 год – благодарность Секретариата Совета Межпарламентской Ассамблеи государств-участников Содружества Независимых Государств;
- 2023 год – знак отличия Судебного департамента при Верховном суде Российской Федерации «За усердие» II степени;
- 2024 год – медаль Следственного комитета Российской Федерации «За содействие»;
- 2024 год – почетная грамота Генерального прокурора Российской Федерации;
- 2024 год – лауреат Высшей юридической премии «Юрист года» в номинации «Юридическое образование и воспитание»[9].

## Основные публикации

### Авторефераты диссертаций
- Ильгова Е. В. Административно-правовое регулирование информационного взаимодействия органов исполнительной власти с гражданами. Автореф. дис. … канд. юрид. наук. — Саратов, 2006. — 26 с.

### Учебные пособия
- Ильгова Е. В., Конин Н. М., Соколов А. Ю., Шевчук Г. А. Административная ответственность: практикум / ред. Н. М. Конин. — Саратов: Издательство СГАП, 2007. — 165 с. — ISBN 978-5-7924-0591-2.
- Ильгова Е. В., Ковалёва Н. Н., Тугушева Ю. М. Информационное право: учебно-методическое пособие. — Саратов: Издательство СГАП, 2009. — 160 с. — ISBN 978-5-7924-0706-0.
- Ильгова Е. В., Конин Н. М., Соколов А. Ю., Шевчук Г. А. Административная ответственность: учебно-методический комплекс / ред. Н. М. Конин. — М.: Норма, 2009. — 335 с. — ISBN 978-5-468-00285-8.
- Ильгова Е. В., Конин Н. М., Соколов А. Ю., Шевчук Г. А. Административная ответственность: учебное пособие / ред. Н. М. Конин. — Саратов: Издательство СГАП, 2009. — 209 с. — ISBN 978-5-7924-0747-3.
- Ильгова Е. В., Соколов А. Ю., Шевчук Г. А. Административная ответственность: учебно-методическое пособие по спецкурсу. — Саратов: Научная книга, 2012. — 150 с. — ISBN 978-5-9758-1389-3.
- Борисова Л. Н., Ильгова Е. В., Лакаев О. А., Смагина Т. А., Соколов А. Ю. Административная ответственность: учебно-методическое пособие по спецкурсу / ред. А. Ю. Соколов. — Саратов: ИП Коваль Ю. В., 2015. — 127 с. — ISBN 978-5-9905378-8-0.
- Аникин С. Б., Барыкин Н. А., Ильгова Е. В., Ковалёва Н. Н., Колесников А. В., Соколов А. Ю. Административное право Российской Федерации: учебник для бакалавров / ред. А. Ю. Соколов. — М.: Норма; Инфра-М, 2017. — 350 с. — ISBN 978-5-91768-717-9.
- Аникин С. Б., Барыкин Н. А., Ильгова Е. В., Ковалёва Н. Н., Колесников А. В., Соколов А. Ю. Административное право Российской Федерации: учебник для бакалавров / ред. А. Ю. Соколов. — 2-е изд. перераб. и доп.. — М.: Норма; Инфра-М, 2018. — 350 с. — ISBN 978-5-91768-931-9.

### Статьи
- Ильгова Е. В. Особенности производства по делам об административных правонарушениях в отношении несовершеннолетних // Вопросы ювенальной юстиции : журнал. — М.: Юрист, 2006. — № 4 (9). — С. 29—32.
- Ильгова Е. В. О праве на доступ к информации // Правовая политика и правовая жизнь : научный журнал. — М.: Издательство ИГиП РАН, 2007. — № 2. — С. 193—194.
- Ильгова Е. В. Организация центров доступа к информации о деятельности органов исполнительной власти // Правовая политика и правовая жизнь : научный журнал. — М.: Издательство ИГиП РАН, 2007. — № 2. — С. 192—193.
- Ильгова Е. В. О правомерности составления одного административного протокола в отношении нескольких лиц, совершивших административное правонарушение // Право. Законодательство. Личность : научный журнал. — Саратов: Издательство СГАП, 2008. — № 3. — С. 185—190.
- Ильгова Е. В. Проблемы правового регулирования организации и деятельности комиссий по делам несовершеннолетних и защите их прав в РФ // Вопросы ювенальной юстиции : журнал. — М.: Юрист, 2009. — № 5 (25). — С. 17—21.
- Ильгова Е. В. Роль комиссий по делам несовершеннолетних и защите их прав в реализации ювенальных технологий // Право. Законодательство. Личность : научный журнал. — Саратов: Издательство СГАП, 2009. — № 3 (7). — С. 79—83.
- Ильгова Е. В. Что делать КДНиЗП, если правонарушители не оплачивают административные штрафы: проблемы и перспективы // Вопросы ювенальной юстиции : журнал. — М.: Юрист, 2010. — № 3 (29). — С. 17—20.
- Ильгова Е. В. О некоторых проблемах применения административного задержания к несовершеннолетним лицам // Вестник Омского университета : научный журнал. — Омск: Издательство ОмГУ, 2011. — № 2 (27). — С. 71—75.
- Ильгова Е. В. Еще раз к вопросу о статусе комиссий по делам несовершеннолетних и защите их прав, или «Услышит ли Москва регионы?» // Вопросы ювенальной юстиции : журнал. — М.: Юрист, 2012. — № 1 (39). — С. 29—32.
- Ильгова Е. В. Еще раз к вопросу о статусе комиссий по делам несовершеннолетних и защите их прав, или «Услышит ли Москва регионы?» (продолжение) // Вопросы ювенальной юстиции : журнал. — М.: Юрист, 2012. — № 2 (40). — С. 29—32.
- Ильгова Е. В. Еще раз к вопросу о статусе комиссий по делам несовершеннолетних и защите их прав, или «Услышит ли Москва регионы?» (окончание) // Вопросы ювенальной юстиции : журнал. — М.: Юрист, 2012. — № 3 (41). — С. 29—32.